# 伊達村煕
伊達 村煕（だて むらひろ）は、江戸時代中期の陸奥国仙台藩一門第九席・川崎伊達家3代当主。

## 生涯
元文5年（1740年）、川崎伊達家2代当主・伊達村敏の子として誕生。
宝暦3年（1753年）12月、父・村敏の死去により家督を相続し、陸奥国柴田郡川崎邑主となる。仙台藩主・伊達宗村より偏諱を賜って村煕と名乗る。宝暦8年（1758年）、新藩主伊達重村（宗村の長男）の帰国許可の謝使として江戸に出府し、江戸城で9代将軍・徳川家重に拝謁する。
寛政11年（1799年）6月10日死去。享年60。家督は婿養子・村賢が継いだ。